# شهرستان جدید شا تین
شهرستان جدید شا تین (به لاتین: Sha Tin New Town) یک منطقهٔ مسکونی در جمهوری خلق چین است که در هنگ کنگ واقع شده‌است. شهرستان جدید شا تین ۳۵٫۸۷ کیلومتر مربع مساحت و ۶۳۰٬۰۰۰ نفر جمعیت دارد.